# Табачки мост
Табачки мост је камени мост преко реке Рибник, недалеко од Ђаковице. 
Није познато када га је и ко подигао, пошто је табла са натписом на турском језику, која је у њега уграђена, у великој мери оштећена. Због велике сличности са оближњим Терзијским мостом, његово подизање се смешта у XVIII век и приписује се еснафу кожара, по коме носи име. Сачињавало га је седам неједнаких лукова, а свој данашњи изглед добио је током обнове, изведене током 1925. и 1926. године. На њему су до данас остали очувани уклесани украси, мотиви шаке, јабуке, сунце и полумесец.